# Przybliżenie analityczne
Przybliżenie to zakłada, że nieznane funkcje falowe są liniowymi kombinacjami funkcji bazy. Przybliżenie to jest stosowane na przykład w problemach obliczeniowych wykorzystujących metody chemii kwantowej. Przykładami takich metod są modyfikacje metody Hartree’go-Foka (HF): metoda Hartree’ego-Foka-Roothaana (HFR) dla stanów zamkniętopowłokowych lub metoda Pople’a-Nesbeta dla stanów otwartopowłokowych. Przyjęcie arbitralnej bazy funkcyjnej realizowane jest również w metodach uwzględniających korelację elektronową, takich jak: rachunek zaburzeń Møllera-Plesseta (MP), metoda sprzężonych klasterów (CC), teoria funkcjonału gęstości (DFT). Przybliżenie analityczne stosuje się również w metodach półempirycznych. Np. NDDO, INDO, CNDO.

## Przykład zastosowania przybliżenia analitycznego w metodzie Hartree’ego-Foka-Roothaana
Zastosowanie przybliżenia Borna-Oppenheimera, dzięki któremu można rozdzielić funkcję falową {\displaystyle \Psi } na część jądrową {\displaystyle \Psi _{\textrm {n}}} i elektronową {\displaystyle \Psi _{\mathrm {e} }{:}}
{\displaystyle \Psi =\Psi _{\mathrm {n} }\Psi _{\mathrm {e} },}
pozwala mówić po pierwsze o ustalonej geometrii cząsteczki, atomu lub jonu, a po drugie ogranicza rozważania odnośnie do energii układu do analizy energii elektronowej dla pewnego ustalonego położenia jąder. W kolejnym kroku zakłada się przybliżenie orbitalne, które zakłada, że {\displaystyle i}-ty elektron opisywany jest spinoorbitalem {\displaystyle \phi _{i},} będącym w przybliżeniu iloczynem funkcji zależnej od parametrów przestrzennych {\displaystyle \psi _{i}} (orbitalu) i funkcji spinowej {\displaystyle \alpha } lub {\displaystyle \beta .} W metodzie HF przyjmuje się w pierwszym przybliżeniu, że funkcja elektronowa jest kombinacją wszystkich spinoorbitali opisywaną wyznacznikiem Slatera. Funkcja elektronowa, zwana dalej funkcją w przybliżeniu HF {\displaystyle \Psi _{\mathrm {e} }^{\mathrm {HF} },} dana jest następującym wyrażeniem:
{\displaystyle \Psi _{\mathrm {e} }^{\textrm {HF}}={\frac {1}{\sqrt {N!}}}{\begin{vmatrix}\phi _{1}(\tau _{1})&\phi _{2}(\tau _{1})&\ldots &\phi _{N}(\tau _{1})\\\phi _{1}(\tau _{2})&\phi _{2}(\tau _{2})&\ldots &\phi _{N}(\tau _{2})\\\vdots &\vdots &\vdots &\vdots \\\phi _{1}(\tau _{N})&\phi _{2}(\tau _{N})&\ldots &\phi _{N}(\tau _{N})\end{vmatrix}},}
gdzie spinoorbitale zapisano formalnie, jako funkcje współrzędnych przestrzennych i spinowych elektronów, a {\displaystyle N} oznacza liczbę elektronów w układzie.
Metoda HF opiera się na metodzie wariacyjnej, w której szuka się minimum energetycznego, to jest takich spinoorbitali, że zmiana ich postaci nie prowadzi do zmniejszenia energii. Poszukiwanie funkcji odbywa się przez iteracje, należy jednak zaproponować wyjściowe postaci spinoorbitali. Jedną z metod jest założenie części przestrzennej w postaci orbitali atomu wodoru, którego problem można rozwiązać w sposób ścisły. W praktyce stosuje się przybliżenie analityczne, które nie tylko upraszcza obliczenia, ale pozwala na dobranie najlepszej bazy funkcyjnej do danego problemu (geometria molekuły, parametry widm elektronowych, polaryzowalność, momenty multipolowe itp.).
Chociaż ściśle należałoby przyjąć nieskończoną bazę tworzącą układ zupełny, a rozwinięcie byłoby przybliżeniem dowolnie dokładnym, to w praktyce zakłada się skończony układ funkcji: {\displaystyle \chi _{1},\,...,\chi _{n}=\{\chi _{r}\}.} Każdy orbital przedstawia w postaci liniowej kombinacji funkcji bazy:
{\displaystyle \psi _{i}=\sum _{r}c_{ri}\chi _{r},}
gdzie:
{\displaystyle c_{ri}} są współczynnikami rozwinięcia, należącymi do ciała liczb zespolonych.
Pozwala to na zapisanie równań HF w bazie {\displaystyle \{\chi _{r}\},} czyli utworzenia równań HFR:
{\displaystyle \sum _{r}c_{ri}(F_{qr}-\varepsilon _{i}S_{qr})=0;\quad i=1,2,\,...,N;\quad q,r=1,2,\,...,n,}
gdzie:
{\displaystyle F_{qr}} – całka Foka
{\displaystyle \varepsilon _{i}} – nieoznaczony mnożnik Lagrange’a, który dla stanu zamkniętopowłokowego jest interpretowany jako energia elektronu na {\displaystyle i}-tym orbitalu,
{\displaystyle S_{qr}} – całka nakrywania, uwzględniająca fakt, że funkcje bazy nie muszą tworzyć układu ortogonalnego,
Energia elektronowa {\displaystyle E} dana jest wzorem:
{\displaystyle E={\frac {1}{2}}\sum _{q,r}P_{rq}(H_{qr}^{\mathrm {n} }+F_{qr}),}
gdzie:
{\displaystyle P_{rq}=2\sum _{i}c_{ri}^{*}c_{qi}} – elementy macierzy rzędu wiązań określające wkład iloczynu {\displaystyle \chi _{ri}^{*}\chi _{qi}} do całkowitej gęstości elektronowej,
{\displaystyle H_{qr}^{\mathrm {n} }} – całka jednoelektronowa.
Za pomocą gwiazdki oznaczono sprzężenie zespolone.
Formalizm ten pozwala na uproszczenie obliczeń, ponieważ postępowanie sprowadza się do odszukania współczynników rozwinięcia, a nie postaci funkcji falowej. Funkcje bazy dobrane są tak, aby uprościć obliczanie całek.